# Platforme za glasovanje
V pametnih mestih se na področju sodelovanja z občani razvijajo rešitve za glasovanje, ki omogočajo sprotno preverjanje javnega mnenja, posvetovanja in tudi volitev. 
Na področju preverjanja javnega mnenja, se razvijajo spletne aplikacije, ki omogočajo občankam in občanom, da sporočajo svoje zadovoljstvo s storitvami javne uprave. Te aplikacije so podobne rešitvam za preverjanje zadovoljstva strank v podjetjih. Običajno te rešitve ponujajo preprosto glasovanje na lestvici od 1 do 5 ali 1 do 10, občasno pa tudi glasovanje z emotikoni. 
Na področju posvetovanja in dajanja predlogov je sektor najbolj razvit, saj obstaja kar nekaj rešitev, kjer lahko občani podajajo predloge in o njih glasujejo. Večje število glasov za posamezni predlog odločevalcem pokaže na nujnost reševanja. 
Eden izmed primerov glasovanja v Slovenij je portal Predlagam občini, ki za področje Slovenije ponuja platformo za predloge in glasovanje o njih. Portal je primarno namenjen mladim in pobudam iz področja mladih. 
Tveganja pri uporabi platform za glasovanje in partipacijo so dvojna: prva, so povezana s kibernetsko varnostjo in potencialnimi napadi in zlorabami sistemov, druga  z uporabo in tolmačenjem rezultatov, ki ne morejo nadomeščati demokratičnega procesa. 

## Povezave
1. ↑  »Predlagam občini«. Inštitut za mladinsko politiko, Ajdovščina. Arhivirano iz prvotnega spletišča dne 25. oktobra 2018. Pridobljeno 19. novembra 2018.